# Cruriraja
Cruriraja – rodzaj ryb chrzęstnoszkieletowych z rodziny Gurgesiellidae.

## Rozmieszczenie geograficzne
Do rodzaju należą gatunki występujące w wodach zachodniego i południowo-wschodniego Oceanu Atlantyckiego oraz Oceanu Indyjskiego.

## Morfologia
Długość ciała do 59,4 cm.

## Systematyka
Rodzaj zdefiniowała w 1948 roku para amerykańskich ichtiologów Henry Bryant Bigelow i William C. Schroeder w artykule poświęconym nowym rodzajom i gatunkom ryb mantokształtnych, opublikowanym w czasopiśmie Journal of Marine Research. Gatunkiem typowym jest (oryginalne oznaczenie) C. atlantis.

### Etymologia
Cruriraja: łac. crus, cruris ‘goleń’ (tj. kończyna); raia ‘płaszczka, raja’.

### Podział systematyczny
Do rodzaju należą następujące gatunki:
- Cruriraja andamanica (Lloyd, 1909)
- Cruriraja atlantis Bigelow & Schroeder, 1948
- Cruriraja cadenati Bigelow & Schroeder, 1962
- Cruriraja durbanensis (von Bonde & Swart, 1923)
- Cruriraja hulleyi Aschliman, Ebert & Compagno, 2010
- Cruriraja parcomaculata (von Bonde & Swart, 1923)
- Cruriraja poeyi Bigelow & Schroeder, 1948
- Cruriraja rugosa Bigelow & Schroeder, 1958